# Man Singh I.

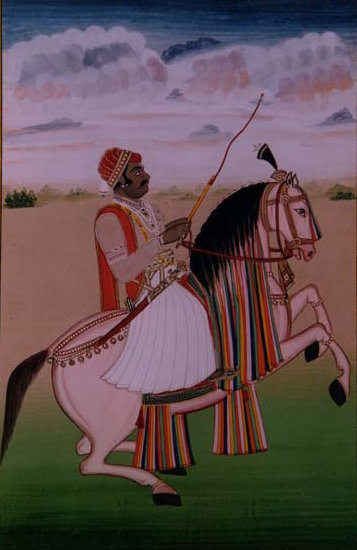
Man Singh I. zu Pferde

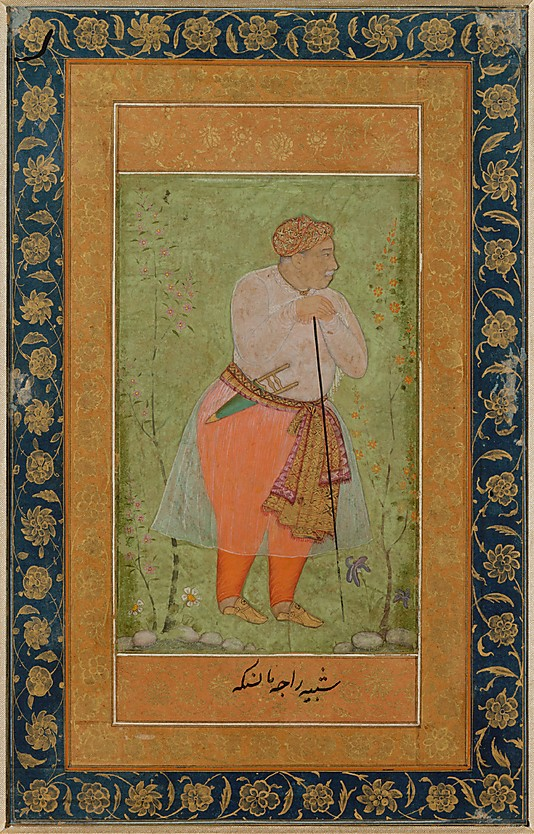
Raja Man Singh I. (um 1590)

Der Rajputenfürst Man Singh I. (* 21. Dezember 1550 in Amber, Rajasthan; † 6. Juli 1614 in Achalpur, Maharashtra) war von 1589 bis zu seinem Tod Raja von Amber, Indien. Darüber hinaus stand er lange Zeit an der Spitze der Armee des Mogulherrschers Akbar I.

## Biografie
Man Singh war der Sohn von Raja Bhagwant Das und seiner Frau Rani Sa Bhagawati Ji Sahiba. Seine Tante Mariam uz-Zamani (manchmal auch Jodhabai genannt) war die Gemahlin des Großmoguls Akbar. Dieser nannte ihn – trotz des geringen Altersunterschiedes von nur 8 Jahren – „Sohn“ (persisch: farzand) und setzte ihn als militärischen Vertrauten und Befehlshaber bei verschiedenen Anlässen ein. Nach dem Tod von Raja Bhagwant Das erhob ihn Akbar zum Befehlshaber (mansabdar) von 7.000.
Man Singh war ein erbitterter persönlicher Gegner von Pratap Singh, dem 10 Jahre älteren Herrscher des Fürstenstaates Mewar, der nach Unabhängigkeit von der Mogulherrschaft strebte. Im Juni 1576 trafen beide bei der in ganz Indien berühmten Schlacht am Haldighati-Pass nördlich von Udaipur aufeinander. Man Singh gewann die Schlacht nach heftigem Kampf, doch Rana Pratap gelang es zu entkommen und in der Folgezeit nahezu ganz Mewar erneut unter seine Kontrolle zu bringen.
Im Jahr 1580 sah sich Akbar mehreren Rebellionen der von ihm eingesetzten Gouverneure (subahdars) und von Teilen der Armee ausgesetzt. Er selbst zog ein Jahr später mit Man Singh an seiner Seite gegen Kabul, wo er seine Schwester Bakhtunissa Begum als Gouverneurin einsetzte; die Macht lag jedoch in Händen seines und ihres Stiefbruders Mirza Hakim, der jedoch im Folgejahr verstarb. Daraufhin setzte Akbar Man Singh als Gouverneur von Kabul ein, dem es mehrere Jahre gelang für Ruhe und Ordnung in der Unruheprovinz zu sorgen. Doch im Jahr 1585 brachen erneut Aufstände aus: Akbar entsandte daraufhin Todar Mal nach Afghanistan und bat Man Singh ihm zur Hilfe zu kommen.
Im Jahr 1588 wurde Man Singh zum Gouverneur von Bihar, einer weiteren Unruheprovinz, ernannt. Der dortige, aus Afghanistan stammende Gouverneur Qutlu Khan Lohani hatte sein Gebiet für unabhängig erklärt und sich den Titel shah zugelegt. Er wurde jedoch von einem Konkurrenten im Jahr 1590 getötet. Sein Sohn Nasir Khan unterwarf sich Man Singh und erkannte die Oberhoheit des Mogulreiches an; daraufhin wurde er zum Gouverneur von Bengalen ernannt, wo er jedoch schon bald eine eigenständige Politik betrieb. Im Jahr 1592 wurde er von den Truppen Man Singhs besiegt und auch aus seinem Exil in Orissa vertrieben, das in der Folge der Provinz Bengalen zugeordnet wurde. Erneut zwei Jahre später (1594) ernannte Akbar Man Singh zum Gouverneur von Bengalen, Bihar, Jharkhand und Orissa.
Nach dem Tode Akbars (1605) hatte sich Man Singh mit dessen impulsivem und drogenabhängigem Sohn und Nachfolger Jahangir auseinanderzusetzen. Doch im Jahr 1611 probten die Dekkan-Provinzen Ahmednagar, Berar und Khandesh den Aufstand, der von Man Singh jedoch niedergeschlagen werden konnte. Bei der Rückkehr in seine Heimat starb er.

## Religion und Bauten

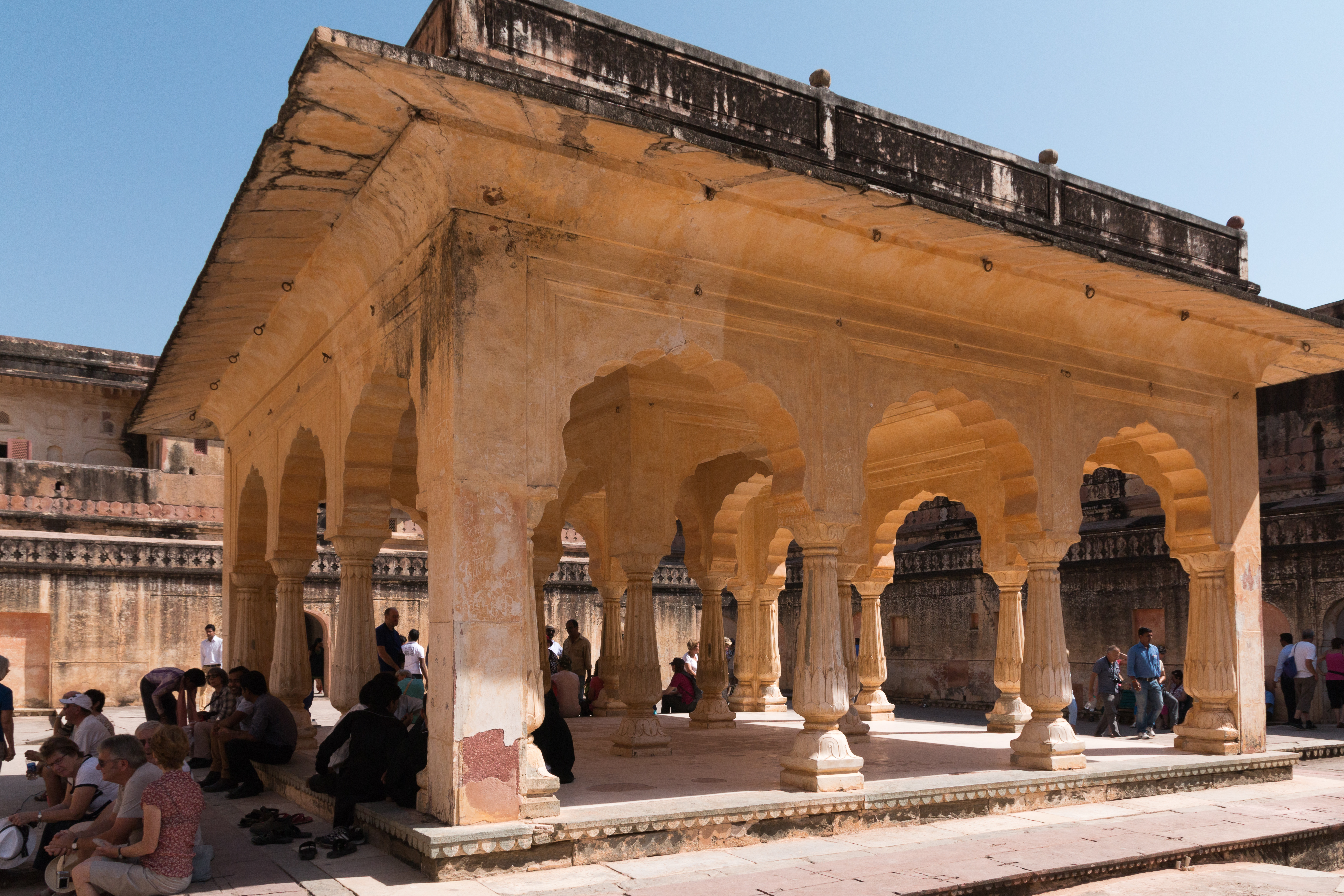
Man Singh Palace im Amber-Fort

Der gläubige Hindu Man Singh war ein Anhänger Krishnas und wehrte alle Versuche Akbars ab, der von ihm initiierten und geförderten  Din-i-Ilahi-Religion beizutreten. Er ließ vielmehr zu Ehren Krishnas mehrere Tempel erbauen; der größte entstand in Vrindavan (Govinda-Dev-Tempel), doch wurde er später vom Großmogul Aurangzeb von 7 auf 4 Stockwerke reduziert. Im weitgehend nach Man Singhs Vorstellungen gestalteten Fort-Palast von Amber entstand der Shila-Devi-Tempel; außerdem veranlasste er den Neubau und die Restaurierung mehrerer Tempel in heiligen Städten Varanasi und Allahabad. Die Anlage des nach ihm benannten Man Sagar Lakes zwischen Amber und der von seinem Ururenkel Jai Singh II. (reg. 1699–1743) erbauten Stadt Jaipur geht ebenfalls auf ihn zurück. In seiner Zeit als Gouverneur von Bengalen veranlasste er dort den Bau der neuen Hauptstadt Rajmahal.